# Sparvspett
Sparvspett (Veniliornis passerinus) är en fågel i familjen hackspettar inom ordningen hackspettartade fåglar. Den förekommer i olika skogstyper i Sydamerika. Beståndet anses vara livskraftigt.

## Utseende och läte
Sparvspetten är en liten hackspett med relativt kort näbb. Den är olivgrön ovan och gröngul under, med tydliga ljusa tvärband. Hanen har röd hjässa, honan grön med vita fläckar. De olika populationerna skiljer sig åt i ansiktsteckningen och fläckningen på ryggen.

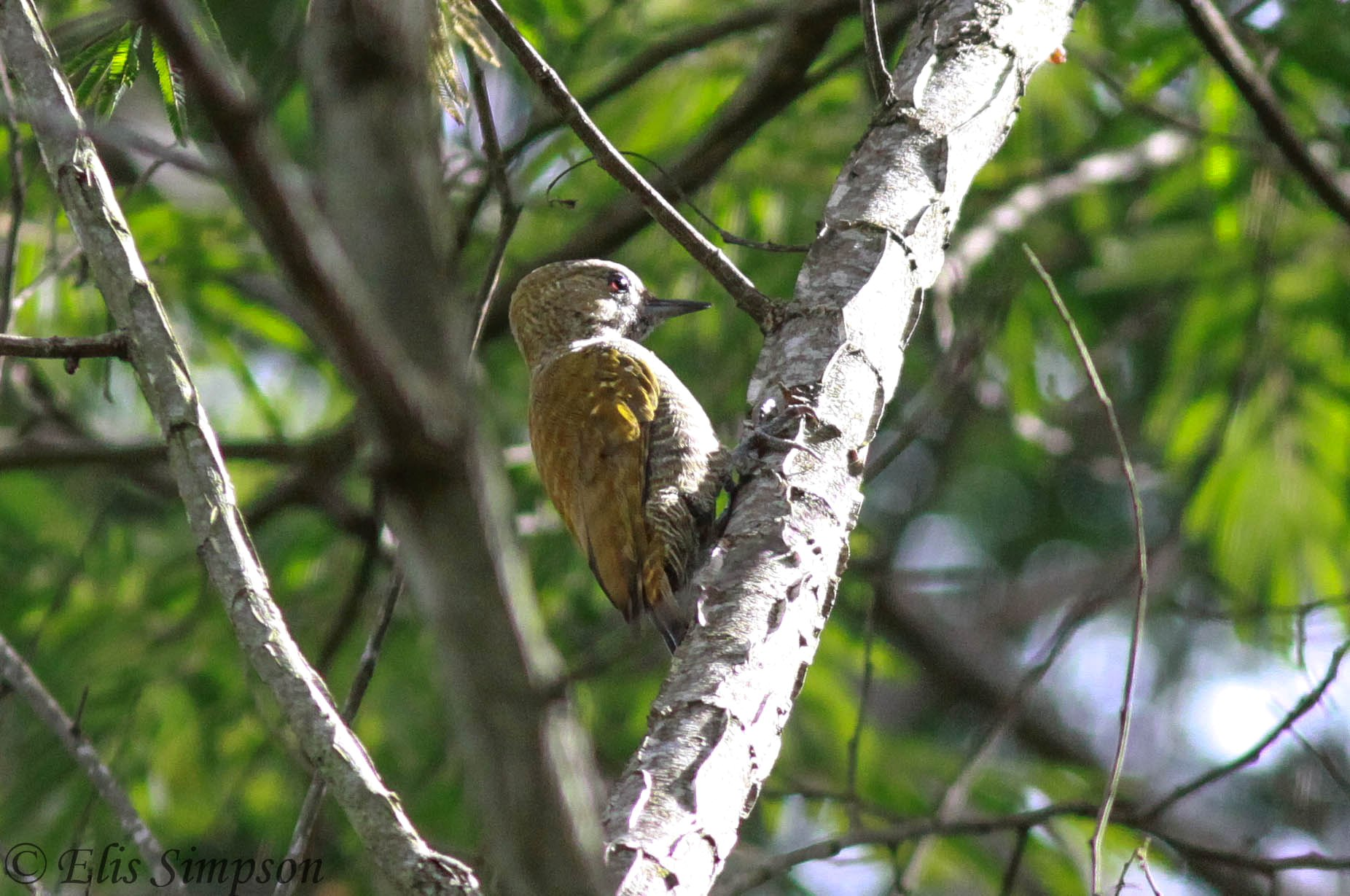
Hona sparvspett.

## Utbredning och systematik
Sparvspetten förekommer i Sydamerika från Colombia till Brasilien. Den delas in i nio underarter med följande utbredning:
- Veniliornis passerinus passerinus – Guyanaregionen och nordöstra Brasilien
- Veniliornis passerinus fidelis – östra Colombia till västra Venezuela
- Veniliornis passerinus modestus – nordöstra Venezuela
- Veniliornis passerinus diversus – norra Brasilien
- Veniliornis passerinus agilis -– östra Ecuador till norra Bolivia och västra Brasilien
- Veniliornis passerinus olivinus – södra Brasilien till Paraguay, Bolivia och norra Argentina
- Veniliornis passerinus taenionotus – östra Brasilien
- Veniliornis passerinus tapajozensis – centrala Brasilien
- Veniliornis passerinus insignis – västra centrala Brasilien

### Släktestillhörighet
Arten placeras traditionellt i släktet Veniliornis. DNA-studier visar dock att övervägande amerikanska hackspettar som tidigare förts till Picoides står närmare Venilliornis än typarten i släktet, tretåig hackspett. Olika auktoriteter behandlar dessa resultat på varierande sätt, där dessa hackspettar oftast lyfts ut i de mindre släktena Dryobates och Leuconotopicus, som successivt är Veniliornis-arternas närmaste släktingar. Tongivande Clements et al har istället valt att inkludera alla i ett expanderat Dryobates.

## Levnadssätt
Sparvspetten hittas i en rad olika miljöer som öppen skog och skogsbryn, savann och mangrove.

## Status
Arten har ett stort utbredningsområde och beståndet anses stabilt. Internationella naturvårdsunionen IUCN listar den därför som livskraftig (LC).